# エリック・ツァベル
エリック・ツァベル（Erik Zabel、1970年7月7日 - ）は、ドイツ・東ベルリン出身の自転車プロロードレース選手。1992年プロデビュー、2009年1月引退。かつて日本の中継ではエリック・ザベルとも表記されていた。リック・ツァベルの父であり、デトレフ・ツァベルの息子である。
プロになって以来の通算勝利数は200を超え、ツール・ド・フランスでは1996年～2001年にわたり、6年連続のポイント賞獲得を成し遂げた稀代のスプリンター。このほかにも、クラシックレースのミラノ～サンレモを4回、パリ～ツールを3回、アムステルゴールドレース、HEWサイクラシックスをそれぞれ1回制覇しており、クラシックハンターとしても知られる。

## 経歴
1992年プロデビューし、その翌年テレコムへと移籍。すぐにスプリンターとしての才能を認められ、ティレーノ～アドリアティコで1勝。そして1994年のパリ～ツールで優勝し、初のビッグタイトルを獲得。1995年にはツール・ド・フランスで2勝し、グランツールでの初勝利も達成する。
そして翌1996年はステージ2勝に加えて、ポイント賞（マイヨ・ヴェール）も獲得。さらに1997年はミラノ～サンレモ優勝、ツール・ド・フランスステージ3勝、2回目のポイント賞。1998年にはミラノ～サンレモ連覇やドイツ選手権優勝のほか、ツール・ド・フランスでは3回目のポイント賞を達成し、マリオ・チポリーニやヨハン・ムセウらと並ぶ一流のスプリンターとしての地位を不動のものにした。
続く1999年も安定した走りで4回目のツール・ド・フランスポイント賞。2000年は史上最多となる5回目のツール・ド・フランスポイント賞に加え、ミラノ～サンレモやアムステルゴールドレースなどのクラシックレースでも活躍し、UCIワールドカップランキングで1位に輝いた。
2001年は2回目となるミラノ～サンレモ連覇。また、最終ステージのシャンゼリゼゴールにおいて、マイヨ・ベールを着用していたスチュアート・オグレディを逆転し、ツール・ド・フランス前人未到の6年連続となるポイント賞を獲得した。その後、HEWサイクラシックスでも優勝。さらにブエルタ・ア・エスパーニャでも3勝をあげる大活躍を見せた。
2002年も数々のステージレースで活躍し、ツール・ド・フランスでも7年連続のポイント賞獲得が期待されたが、ロビー・マキュアンとの接戦の末、2位に甘んじた。しかしその後のブエルタ・ア・エスパーニャではポイント賞を獲得。世界選手権でも3位に入った。
2003年はブエルタ・ア・エスパーニャでは2勝を挙げて、2年連続のポイント賞。さらにドイツ選手権でも2回目の勝利を飾り、パリ～ツールでは絶好調だったアレサンドロ・ペタッキを破って優勝した。
2004年もブエルタ・ア・エスパーニャで3年連続ポイント賞や世界選手権2位などの成績を挙げて、コンスタントな活躍を見せ続けたが、2005年は数々のレースで上位に食い込むも、なかなか勝てない日々が続いた。しかし、長年所属してきたT-モバイルを離れ、新チームのミルラムへ移籍が決まった後のパリ～ツールで3回目の優勝。有終の美を飾った。
2006年からはベテランとしてアレサンドロ・ペタッキのアシストを務めることになっていたが、ペタッキがジロ・デ・イタリアの第3ステージで落車して膝の骨を割る大ケガをしたことを受け、急遽エースとして働くことになり、ツール・ド・フランスポイント賞争いではロビー・マキュアンに次ぐ2位に食い込んだ。さらにブエルタ・ア・エスパーニャでは第4ステージと最終ステージで優勝して、プロ通算200勝を達成した。
2007年は復活したペタッキのアシストとして活躍したほか、自身もブエルタ・ア・エスパーニャで1勝するなどし、現在もその実力に衰えはないことを示した。
2008年9月26日、世界選手権ロードレースに出場する為ヴァレーゼに滞在していたツァベルは、同地で記者会見を行い、今シーズンを最後に現役を引退することを発表。7位に入った、同年のパリ〜ツールが、ロードレースとしては最後のレースとなった。
自転車選手としての現役最後のレースは、2009年1月に開催されたベルリン6日間レース。同月27日、同胞のロベルト・バルトコとコンビを組んで優勝を決め、17シーズンに亘るプロ自転車選手としての活動を終えた。
引退後はキャニオン・バイシクルの商品開発顧問に就任、また、古巣T-モバイルの後身であるチーム・コロンビア＝ハイロードとアドバイザリー契約を結び、マーク・カヴェンディッシュをはじめとするスプリンターの指導にあたっている。

## レーススタイル
通常、スプリンターは上りに弱く、マリオ・チポリーニやアレッサンドロ・ペタッキなどが山岳ステージでリタイアすることもあるのに対し、ツァベルは決して得意とはいえないものの上り坂もそこそこにこなすため、大集団からちぎれてゴールしたり、タイムアウトで失格になることがほとんどない。ツァベルはキャリアで25度グランツールに出走しているが、1995年のブエルタ以降は引退までの23大会連続で完走している。そのため、ほとんどのスプリンターが得ることのできない山岳ステージでのスプリントポイントをコンスタントに得ることができ、それが長年にわたってポイント賞争いに加わり続ける原動力となっている。1997年ツール・ド・フランスのラスト1.7kmが平均6.2％の上りゴールとなる第3ステージで優勝、2003年ツール・ド・フランスの第16ステージで下りゴールではあるが山岳ステージで2位になったこともある(ただこのステージでは厳しい山岳が設定されていたのはステージ中盤で、ステージ後半はほぼ平坦基調であった。それでも他のスプリンターは後方グルペットでゴールしている)。実際、1998年～1999年のツール・ド・フランスと2002年、2004年のブエルタ・ア・エスパーニャにおいては一度もステージ優勝せずにポイント賞を獲得しており、クラシックレースでもこの上りでの強さは存分に活かされ、数々の優勝を収めている。
上記からスプリンターのスタイルとして、チポリーニやペタッキのような序盤の平坦ステージで優勝を稼ぎ山岳でリタイアするタイプと、ツァベルやトル・フースホフトのように、総合ポイント賞を狙うタイプとが対で形容されることがある。

## ドーピング問題
- 2007年5月24日、テレコムに所属していた1996年に禁止薬物に指定されているEPOを使用したことを告白。大きな話題を集めた。[5]
- 2013年7月24日、フランス上院のドーピング調査委員会は、1998年のツール・ド・フランスで採取した血液サンプルの再調査の結果を公表。総合優勝のマルコ・パンターニや総合2位のヤン・ウルリッヒらと共にエリスロポエチン（EPO）を使用していたことが明らかになった。[6]
- 2013年7月28日、24日のドーピング調査委員会の公表を受け1996年から2003年まで、EPOやコルチゾンによるドーピングや血液ドーピングを行っていたことを告白した。[7]

## 人物
- 愛嬌のある笑顔から「ツァベルおじさん」といわれて親しまれている。

## エピソード
- 通算勝利数は200を超える実力者だが、ツール・ド・フランスでのステージ優勝はマイヨ・ヴェールを獲得した6年間でもたった9回。その一方で、グランツールでの2位、3位はそれぞれ10回以上を数える。
- またワンデイレースでは、2004年にミラノ～サンレモと世界選手権でオスカル・フレイレに優勝を持っていかれた[8]。 他にも2006年の世界選手権でもパオロ・ベッティーニに負けて2位など、大舞台での優勝を逃すことも多い。
- ロードレースのオフシーズンにはトレーニングを兼ねてトラックレースの6日間レースに数多く出場し、これまで21レースに参加して10勝、という大変な好成績を上げている[9]。
- 2003年のツール100周年記念大会を舞台にした映画『マイヨ・ジョーヌへの挑戦』では、ツァベルに密着する形で、ツール・ド・フランスを走るプロたちの姿を描いている。
- 映画『茄子 アンダルシアの夏』で登場する有力チームのエース選手「ベザル」はツァベルがモデル（名前はZabel→Bezalというアナグラム）とされている。
- ツール・ド・フランス最終ステージ後のパリでのマイヨ・ヴェール表彰式では幼かった息子リックと共に上がることで有名だった。そのリックも自転車競技を始め、トラック、ロードを経験しながら2013年シーズンはラボバンクのサテライトチームに所属。2012年にはドイツ選手権ロードのU-23の部を制した。かつての所属チームではキャニオンの自転車を使用しており、それが縁でツァベルが同社の顧問となった経緯もある。

## 所属チーム
- 1993年～2003年 テレコム
- 2004年～2005年 T-モバイル ※テレコムが名称変更
- 2006年～2008年 チーム・ミルラム（2009年1月に引退）

## 主な成績

### グランツール
- ツール・ド・フランス通算12勝
- ブエルタ・ア・エスパーニャ通算8勝

- ツール・ド・フランス ポイント賞（1996年～2001年）
- ブエルタ・ア・エスパーニャ ポイント賞（2002～2004年）

- 1995年 ツール・ド・フランス2勝
- 1996年 ツール・ド・フランス2勝
- 1997年 ツール・ド・フランス3勝
- 2000年 ツール・ド・フランス1勝
- 2001年 ツール・ド・フランス3勝 ブエルタ・ア・エスパーニャ3勝
- 2002年 ツール・ド・フランス1勝
- 2003年 ブエルタ・ア・エスパーニャ2勝
- 2006年 ブエルタ・ア・エスパーニャ2勝
- 2007年 ブエルタ・ア・エスパーニャ1勝

### ステージレース
- ティレーノ～アドリアティコ通算7勝
- ツール・ド・スイス通算8勝
- カタルーニャ一周通算4勝
- ドイツ・ツアー通算通算13勝

- ドイツ・ツアー ポイント賞（1999～2003、2006、2007）
- ティレーノ～アドリアティコ ポイント賞（2002）
- ツール・ド・スイス ポイント賞（2002）

- 1993年 ティレーノ～アドリアティコ1勝
- 1995年 ティレーノ～アドリアティコ1勝 ツール・ド・スイス2勝
- 1997年 ツール・ド・スイス1勝
- 1998年 ティレーノ～アドリアティコ3勝
- 1999年 カタルーニャ一周2勝 ドイツ・ツアー1勝
- 2000年 ティレーノ～アドリアティコ1勝 カタルーニャ一周2勝 ドイツ・ツアー3勝
- 2001年 ツール・ド・スイス2勝 ドイツ・ツアー3勝
- 2002年 ティレーノ～アドリアティコ1勝 ツール・ド・スイス2勝 ドイツ・ツアー4勝
- 2007年 ツール・ド・スイス1勝 ドイツ・ツアー1勝

### ワンデイレース
- 世界選手権2位（2004年、2006年）
- 世界選手権3位（2002年）
- ドイツ選手権優勝（1998年、2003年）

- 1994年 パリ～ツール優勝
- 1997年 ミラノ～サンレモ優勝
- 1998年 ミラノ～サンレモ優勝
- 2000年 ミラノ～サンレモ、アムステルゴールドレース優勝
- 2001年 ミラノ～サンレモ、HEWサイクラシックス優勝
- 2003年 パリ～ツール優勝
- 2005年 パリ～ツール優勝

### トラックレース
- 6日間レース 10勝

### そのほか
- 2001年 UCIワールドカップチャンピオン